# Южный Сикким

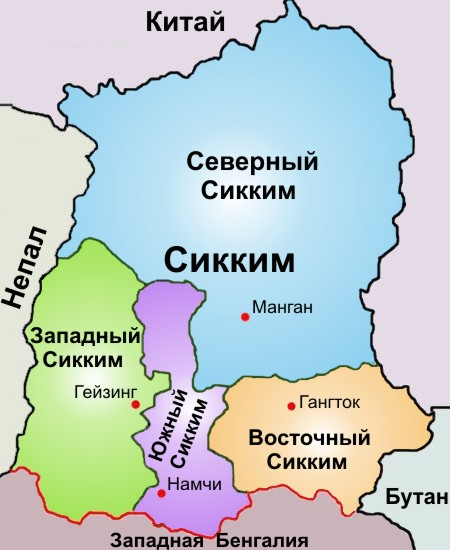

Южный Сикким — район индийского штата Сикким. Его административный центр — Намчи.
Это самый индустриализированный район в штате, вследствие пригодности земли и сглаженного рельефа. Геология считается устойчивой, что означает, что дороги находятся в хорошем состоянии по сравнению с другими частями штата, которые страдают от оползней.
Главные городские центры — Базар Тиста и Мелли. Район также известен своим чаем Сиккима, который выращивают около Намчи.